# Gewoon maar wat op weg
Gewoon maar wat op weg is een nummer van de Nederlandse gelegenheidsformatie De Poema's uit 2003. Het is de vierde en laatste single van hun album The Best Of.
Het nummer was de laatste single voordat De Poema's uit elkaar gingen. De singleversie van het nummer werd live opgenomen tijdens een van de afscheidsconcerten in de Heineken Music Hall. Voor de B-kant van de single zijn ook de nummers "Dat ik nooit de avond zag", "Niets kan mij nog stoppen" en een nieuwe versie van "Mijn houten hart" live opgenomen. Van alle vier de singles die De Poema's uitbrachten, was "Gewoon maar wat op weg" het minst succesvol. Het bereikte de 14e positie in de Nederlandse Tipparade.